# Opharus basalis
Opharus basalis là một loài bướm đêm thuộc phân họ Arctiinae, họ Erebidae.